# Cavernocymbium
Cavernocymbium (лат.) — род аранеоморфных пауков из семейства Macrobunidae клады Entelegynae. Включает 2 вида. До 2023 года трактовался в составе семейства Пауки-амауробииды.

## Описание
Мелкие пауки, длина от 1,24 мм у Cavernocymbium prentoglei до 2,6 мм у Cavernocymbium vetteri. Встречаются в Северной Америке: Калифорния (США) на высотах от 450 до 1340 м. Известно 2 вида. Этот род был описан в 2005 году американским арахнологом Дарреллом Убиком в составе семейства Amaurobiidae, а затем в 2023 году Горно, Крюс, Кала-Рикельме, Монтана, Спанья, Балларин, Алмейда-Сильва и Эспозито пересмотрели классификацию и поместили его в семейство Macrobunidae.
- Cavernocymbium prentoglei Ubick, 2005
- Cavernocymbium vetteri Ubick, 2005